# 2003. március 7-i konzisztórium
A 2003. március 7-i konzisztóriumot II. János Pál pápa hívta össze. Ezen a konzisztóriumon 12 boldog szenttéavatási határozatát hirdette ki.

## Szenttéavatási határozatok
- Pedro Poveda Castroverde pap, vértanú és rendalapító
- Józef Sebastian Pelczar püspök és rendalapító
- Daniele Comboni püspök és rendalapító
- Arnold Janssen pap és rendalapító
- José María Rubio y Peralta jezsuita pap
- Joseph Freinademetz verbita pap
- Urszula Ledóchowska (Julia Maria) szűz és rendalapító
- Genoveva Torres Morales szűz és rendalapító
- Maria de Mattias szűz és rendalapító
- Ángela de la Cruz (María de los Ángeles Guerrero González) szűz és rendalapító
- Virginia Centurione Ved. Bracelli rendalapító
- María Maravillas de Jesús (Pidai y Chico de Guzmán) szűz és szerzetes

A konzisztórium során a pápa elrendelte, hogy a tizenkettő új szent 2003. május 4-én, 2003. május 18-án és 2003- október 5-én kerüljön fel a szentek névsorába.